# Kamienskoje (obwód smoleński)
Kamienskoje (ros. Каменское сельское поселение) – jednostka administracyjna (osiedle wiejskie) wchodząca w skład rejonu kardymowskiego w оbwodzie smoleńskim w Rosji.
Centrum administracyjnym osiedla wiejskiego jest dieriewnia Kamienka.

## Geografia
Powierzchnia osiedla wiejskiego wynosi 286,5 km², a głównymi rzekami są Chmosć i Bolszoj Wopiec. Przez terytorium jednostki przechodzi droga magistralna M1 «Białoruś».

## Historia
Osiedle powstało na mocy uchwały obwodu smoleńskiego z 2 grudnia 2004 r., z późniejszymi zmianami – uchwała z dnia 20 grudnia 2018 roku, w wyniku której do jednostki administracyjnej włączono wszystkie miejscowości osiedla Bieriozkinskoje.

## Demografia
W 2020 roku osiedle wiejskie zamieszkiwało 2501 osób.

## Miejscowości
W skład jednostki administracyjnej wchodzą 38 miejscowości (wyłącznie dieriewnie): Androsowo, Barsuczki, Bierieżniany, Bieriozkino, Bołdino, Diewicha, Gorni, Gorodok, Kamienka, Kowalewka, Krasnyje Gory, Kurdimowo, Kuźmiszkino, Leszenki, Lisiczino, Markaty, Michiejkowo, Otrada, Pietrowo, Piszczulino, Pomogajłowo, Siemienowskoje, Smorigi, Suszczewo, Toporowo, Triswiatje, Twiericy, Ustinowka, Warwarowszczina, Wiejeno, Wielużyno, Wierieszczakino, Witiazi, Wołocznia, Zajcewo, Załużje, Zamoszczje, Żegłowo. Trzy dieriewnie (z uwagi na brak mieszkańców) zostały zlikwidowane: Borodino, Galcowo, Siergiejewo..